# Igreja de São Lamberto (Immerath)
A Igreja de São Lamberto (em alemão:  Pfarrkirche St. Lambertus), conhecida localmente como o Immerather Dom (que significa "Catedral de Immerath"), foi uma igreja paroquial católica romana na vilarejo de Immerath, Erkelenz na Renânia do Norte-Vestfália, na Alemanha. Uma igreja dedicada a São Lamberto de Maastricht existiu no local desde pelo menos o século XII, sendo reconstruída e ampliada várias vezes antes de ser demolida em 1888. Ela foi substituída pela igreja românica que foi construída entre 1888 e 1891 aos desenhos de Erasmus Schüller.
A igreja foi desconsagrada em 2013 e foi demolida em 9 de janeiro de 2018, apesar de ser considerada um monumento patrimonial. A demolição fazia parte da destruição de todo o vilarejo de Immerath, a fim de abrir caminho para a mina de superfície de Garzweiler. Uma nova igreja menor com a mesma dedicação foi construída como substituta em Immerath-Neu entre 2013 e 2015.

## História

### Edifícios anteriores
Uma igreja dedicada a São Lamberto de Maastricht existiu no local no século XII, uma vez que é mencionado no Liber valoris (um registro eclesiástico da Arquidiocese de Colônia). Era um edifício românico com uma nave única e uma torre sineira no lado ocidental. Por volta de meados do século XVI, a igreja foi reconstruída em estilo gótico e tinha duas naves, um coro e uma capela no corredor norte. Um campanário barroco foi adicionado entre 1767 e 1770, e continha sinos antigos que datam de 1496 e 1512.

### Construção

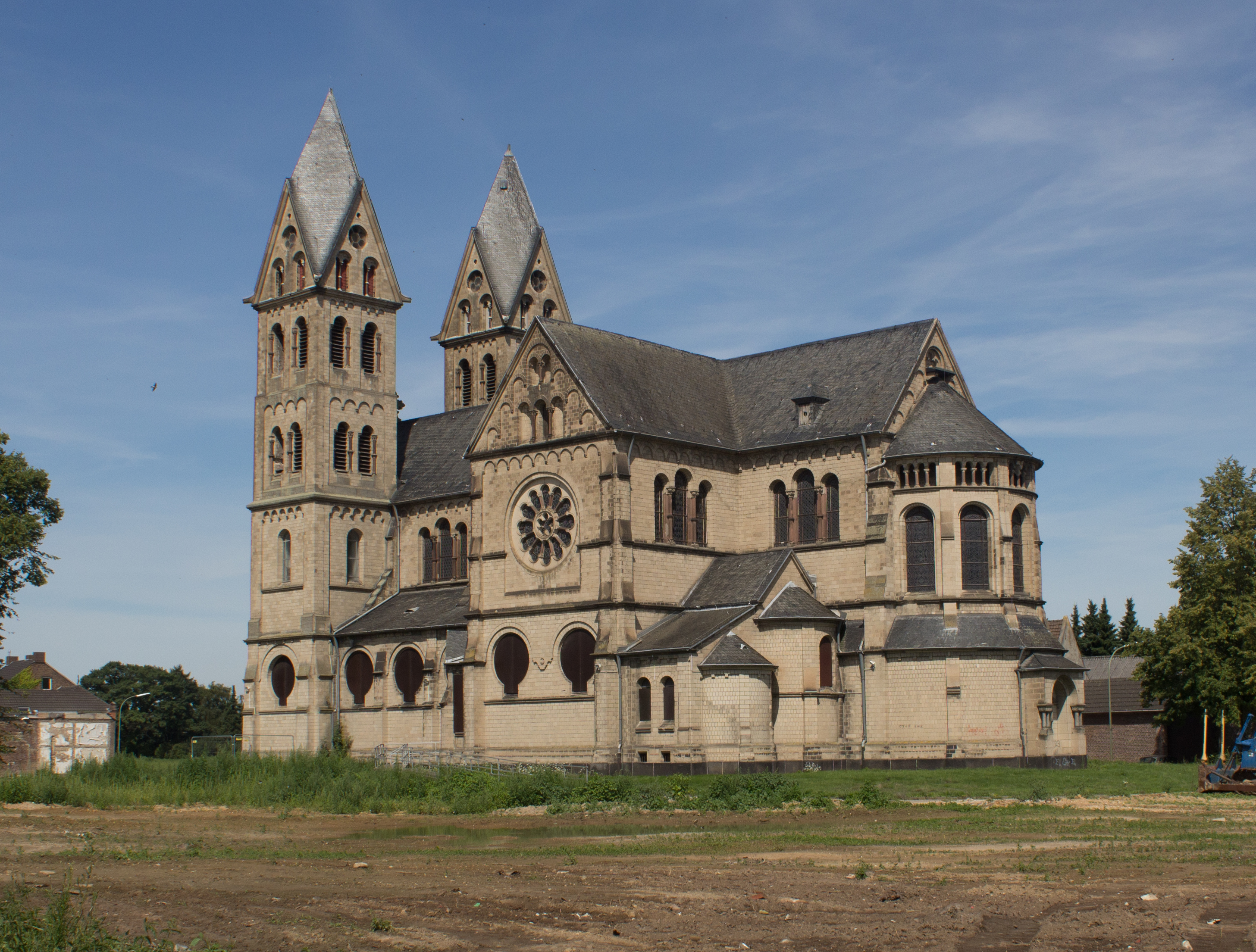
A antiga Igreja Católica Romana de São Lamberto em Immerath vista por trás.

No início do século XIX, a igreja havia se tornado pequena demais para as necessidades da paróquia, mas a expansão foi adiada várias vezes devido a desacordos internos dentro da comunidade e outros obstáculos, enquanto trabalhos menores como a compra de novos altares e um órgão foram realizadas. De 1886, três propostas para a nova igreja foram apresentadas, mas foram descartadas pela comunidade paroquial até que os projetos do jovem arquiteto Erasmus Schüller de Colônia foram aceitos com ligeiras modificações em 12 de janeiro de 1887. A antiga igreja foi demolida em abril de 1888, e a construção do novo começou em 2 de setembro do mesmo ano. Schüller morreu em 1890 aos 29 anos, de modo que as etapas finais da construção foram supervisionadas pelo arquiteto Theodor Roß. A igreja foi consagrada pelo Arcebispo de Colônia em 9 de julho de 1891.
A igreja foi gravemente danificada pelo fogo de artilharia em fevereiro de 1945, durante a Segunda Guerra Mundial. Obras de reparação começaram no ano seguinte, e foram concluídas em 1949. Os sinos foram enviados para Hamburgo no início da guerra, e eles foram devolvidos à igreja em 1947. A igreja foi adicionada à lista de monumentos patrimoniais em Erkelenz em 14 de Maio de 1985 devido ao seu valor arquitetônico e simbólico.

### Desconsagração e demolição
A aldeia de Immerath estava na rota planejada para a extensão da mina de superfície de Garzweiler, uma grande mina de lignito operada pela empresa RWE. Toda a vila foi demolida na década de 2010, com a empresa construindo um novo assentamento conhecido como Immerath-Neu a 11 km como sua substituta. O cemitério também foi removido, com corpos sendo exumados e transferidos para o novo local.
Manter os custos da igreja tornou-se muito pesado, dado o declínio considerável dos fiéis para menos de 60 pessoas. Os paroquianos, portanto, aceitaram a oferta da empresa para construir uma nova igreja menor na nova cidade de Immerath-Neu. A maior parte do mobiliário interior da velha igreja era comprada por particulares ou por outras paróquias ou congregações religiosas. A última missa na igreja foi celebrada em 13 de outubro de 2013, e foi posteriormente desconsagrada. O prédio foi demolido em 9 de janeiro de 2018, em meio a protestos de ativistas do Greenpeace.

## Arquitetura

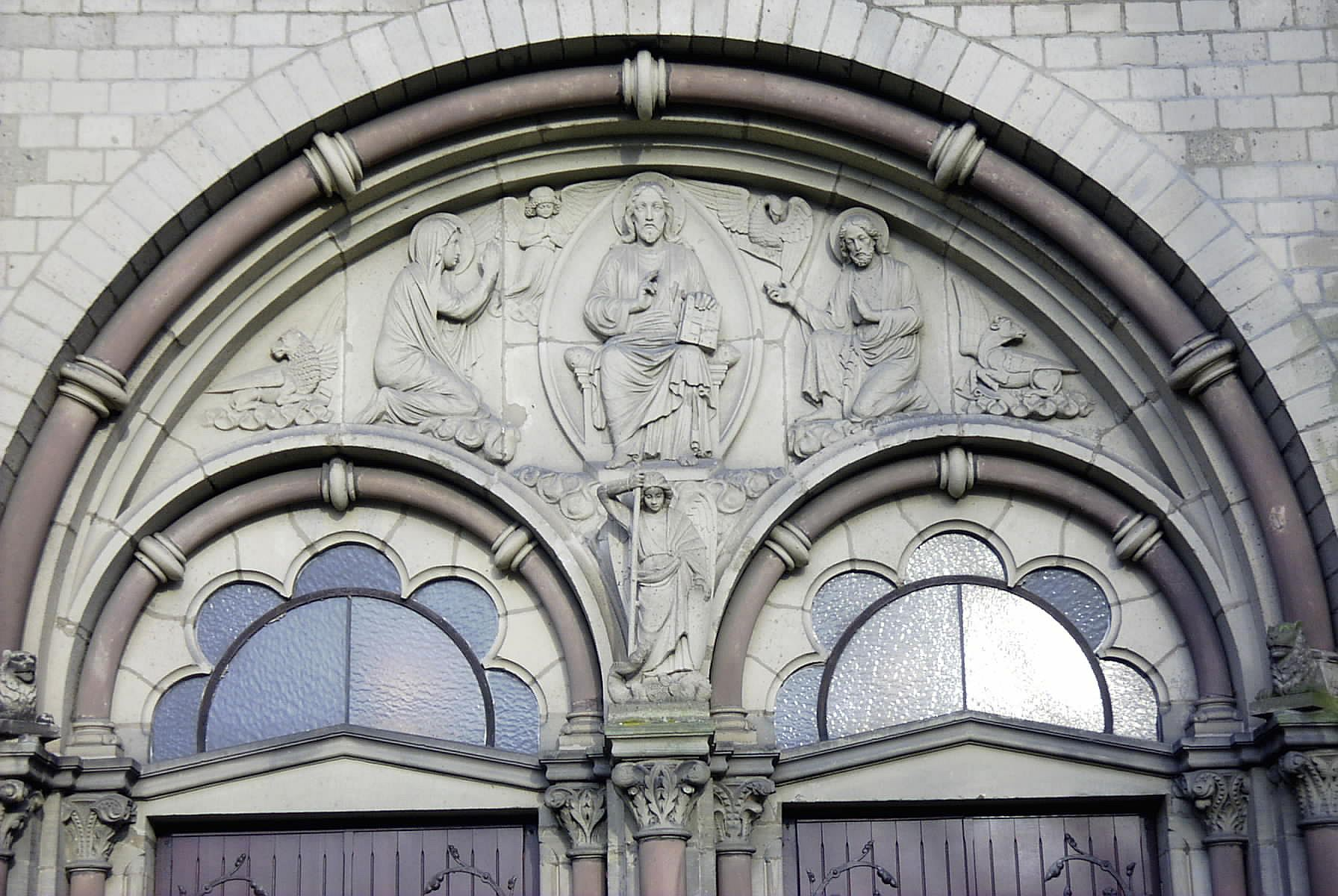
Relevo românico no portal principal

A Igreja de São Lamberto era uma basílica construída em estilo neorromânico, e foi construída com tijolos decorados com tufo. Sua fachada tinha duas torres de sino, com cerca de 40 m de altura, e era a única igreja no distrito de Heinsberg que tinha essa forma. As torres continham dois sinos que foram adicionados em 1955, e os sinos originais da igreja antiga: o Lambertusglocke datado de 1496, e o Marienglocke datado de 1512.
Tinha um portal principal duplo encimado por um baixo-relevo representando Cristo Pantocrator. No interior, após o vestíbulo, havia três naves separadas por quatro pares de pilares, com uma largura total de 7 metros e um comprimento de cerca de 15 metros. Uma galeria que hospedava o órgão estava localizada acima do vestíbulo e era acessível através de uma escada em espiral da torre ocidental.
As paredes e o teto estavam cobertos de branco e faltavam decorações. O plano era baseado na igreja de São Tiago em Aachen, e o chão tinha azulejos coloridos dispostos em padrões geométricos. O mobiliário, cujas partes remontavam a estruturas anteriores, era bastante opulento e contrastava com o estilo românico austero do edifício. Os destaques incluíram o grupo escultórico com o crucifixo acima do coro e o altar-mor ricamente decorado coberto de ouro.